# Ana María Aranda Riera
Ana María Aranda Riera (Alicante, 24 de janeiro de 1888 - Paterna, 14 de outubro de 1936) foi uma mártir católica, morta durante a Guerra Civil Espanhola. Solteira e participante de vários grupos de trabalho paroquial, foi beatificada pelo Papa João Paulo II em 11 de março de 2001. Sua festa é celebrada em 22 de setembro.